# NGC 162
NGC 162 je jedan još nepotvrđen i neutvrđen objekt u zviježđu Andromedi. Otkrio ga je 5. rujna 1867. švedski astronom Per Magnus Herman Schultz na koordinatama rektascenzije 36 min i 9,26 s i deklinacije +23° 57′ 44,7". Astronomi koji su poslije promatrali taj položaj nisu uočili taj objekt. Pretpostavlja se da se radi o tome da se krivo izračunalo položaj NGC-a 160. Na njegovu je mjestu zvijezda 16. veličine.

## Vanjske poveznice
- SEDS: NGC 0162